# Hans Brunswig
Hans Brunswig (* 25. Oktober 1908 in Mannheim; † 4. August 2004 in Kirchlengern) war ein deutscher Feuerwehrmann und Autor.

## Leben
Brunswig studierte von 1928 bis 1934 Maschinenbau an der TH Karlsruhe und wurde dort zum Dipl.-Ing. graduiert. Nach Industrietätigkeiten bei Carl Metz und Daimler-Benz trat er im Jahr 1938 als Brandingenieur in die Feuerwehr Hamburg ein, wo er ab 1939 als Leiter der Abteilung Technischer Dienst im Stab der Feuerschutzpolizei bis 1944 nahezu sämtliche Luftangriffe auf Hamburg miterlebte. Am 1. Oktober 1944 wurde er Kommandeur eines in Burgdorf bei Hannover stationierten Feuerschutzpolizeiregiments und in dieser Funktion bis Kriegsende an zahlreichen Orten in ganz Norddeutschland eingesetzt. Nach Kriegsende kehrte er nach Hamburg zurück und wurde dort am 1. August 1945 zum Brandrat ernannt. Später erfolgte die Beförderung zum Oberbrandrat und 1963 zum Branddirektor. Als Oberbranddirektor leitete er die Feuerwehr Hamburg vom 1. Oktober 1963 bis zur Pensionierung am 31. Oktober 1968.
Er verfasste etliche Fachbücher zur Feuerwehrgeschichte und gilt mit seinem Werk Feuersturm über Hamburg als Chronist der Luftangriffe auf Hamburg und insbesondere der verheerenden Operation Gomorrha im Sommer 1943.
Seine letzte Ruhestätte erhielt Hans Brunswig auf dem Friedhof Ohlsdorf.

## Veröffentlichungen
- Kraftleitern als Rettungs-, Hilfs- und Löschgeräte der Feuerwehr. In: Verein Deutscher Ingenieure (Hrsg.): Zeitschrift des Vereines Deutscher Ingenieure. Band 83, Ausgaben 1-25, 1939, S. 262 ff.
- Schaumrohr vor! Eine Dokumentation zur Geschichte des Löschmittels Schaum und des TOTAL-KOMET-Luftschaumverfahrens; Ladenburg; Den Freunden des Hauses Total Foerstner & Co., 1973; 136 Seiten.
- Feuersturm über Hamburg, Motorbuch-Verlag Stuttgart 1978, ISBN 3-87943-570-7.

## Ehrungen
- 1971: Ehrenmitgliedschaft und Verleihung der Heinrich-Henne-Medaille der Vereinigung zur Förderung des Deutschen Brandschutzes e. V. (vfdb)[3]